# Lenka Králová (publicistka)
Lenka Králová (* 1967) je česká publicistka a režisérka, od června 2021 členka Rady pro rozhlasové a televizní vysílání.

## Život
V letech 1980 až 1985 vystudovala grafický design na SPŠ grafické a následně v letech 1990 až 1995 obor tvůrčí psaní a publicistika na Fakultě sociálních věd Univerzity Karlovy v Praze. V roce 1991 nastoupila do redakce týdeníku Reflex jako reportérka. V roce 1994 odešla do tehdy vznikající TV Nova, kde našla uplatnění nejprve jako reportérka v Televizních novinách, později jako reportérka publicistického pořadu Na vlastní oči.
V roce 1997 mediální scénu opustila a začala pracovat v reklamních agenturách (Euro RSCG Prague, Wunderman, externě pro Young&Rubicam, Dimar); psala texty a připravovala kreativní koncepty pro reklamní kampaně. Po sedmi letech se vrátila k televizní publicistice, stála u zrodu pořadu Reportéři ČT.
V roce 2009 se stala šéfscenáristkou produkčního studia Frame100r. Podílela se na vývoji nových televizních formátů, které studio vyrábělo pro Novu, Primu a Českou televizi (např. Krotitelé dluhů, Auto Moto Styl aj.). V roce 2011 se jako externí reportérka a scenáristka vrátila do České televize, podílela se na vzniku televizního cyklu Pološero. Spolupracuje i s tištěnými médii.
V červnu 2021 ji Poslanecká sněmovna PČR zvolila členkou Rady pro rozhlasové a televizní vysílání. Na tuto funkci ji nominovalo hnutí SPD. Ve volbě získala 91 hlasů (ke zvolení bylo třeba 84 hlasů).